# Beba Granados
María Cristina Beba Granados (Buenos Aires, 1 de febrero de 1944) es una actriz y vedette argentina.
Trabajó como bailarina clásica. Hizo su debut artístico con el ballet de Beatriz Ferrari ―que realizaba la coreografía de cuentos infantiles en Canal 7.
Se presentó con cuerpos de baile en el Teatro Colón.
Integró el cuerpo de baile de varios shows televisivos, como el Tropicana.
Después de trabajar varios años como vedette y bailarina, junto a su esposo de esa época, Julio Jozami, fue dueña del restaurante Robertino y después del restaurante Au Bec Fin, en la calle Vicente López (Buenos Aires), que fue muy reconocido en los años ochenta.
También dirigió el restaurante Mora X (en el barrio de Recoleta).
En los años 2000 participó en el programa de radio Redespiertos, en radio La Red (AM 910), en el que tuvo a su cargo diferentes comentarios sobre gastronomía y enología.

## Trabajos

### Cine
Como actriz participó en tres películas:
- 1972: Todos los pecados del mundo
- 1974: Este loco... loco Buenos Aires
- 1974: Clínica con música

### Teatro
- 1973: El despiplume sigue andando (en teatro Maipo), con Juan Carlos Calabró, Haydée Padilla, Jorge Porcel, Beba Granados, Pochi Grey, Oscar Valicelli, Susana Rubio y Julio Fedel.